# Chovd

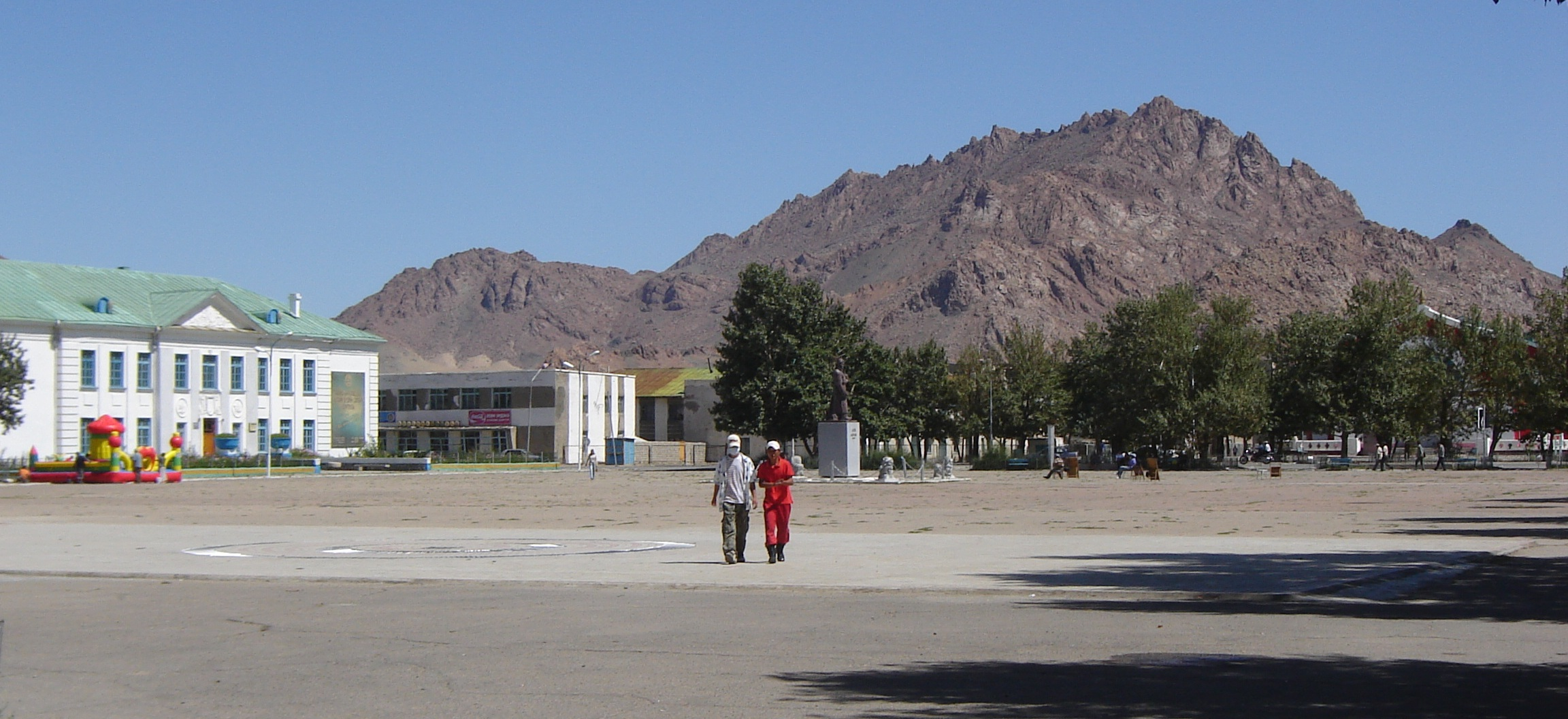
Torget i Chovd.

Chovd (mongoliska: Ховд; även: Hovd, Khovd, Kobdo, Jargalant) är huvudorten i provinsen Chovd i västra Mongoliet. Den är belägen vid Altajbergens fot vid floden Bujant Gol. Orten hade 30 336 invånare (2018).
Administrativt utgör staden Jargalant Sum (mongoliska: Жаргалант сум).